# Foramen mandibulaire
Les foramens mandibulaires (ou trous dentaires inférieurs) sont les deux ouvertures situées sur la surface interne des branches de la mandibule.

## Description
Les foramens mandibulaires sont les ouvertures des canaux mandibulaires.
Il se situe sur la face interne du ramus en face de la ligne dentaire.
Il est limité en avant par la lingula de la mandibule.
Il est limité en arrière par une saillie plus petite l'antilingula.

### Variation
Il y a deux anatomies distinctes :
- Dans la forme courante, le rebord est en forme de "V", avec une rainure séparant les parties antérieure et postérieure.
- Dans la forme horizontale et ovale, il n'y a pas de rainure et le rebord est orienté horizontalement et de forme ovale, les parties antérieure et postérieure étant reliées.

Rarement, un nerf alvéolaire inférieur est bifide et dans ce cas il y a un deuxième foramen mandibulaire placé plus bas et le canal mandibulaire est doublé.

## Anatomie fonctionnelle
Le foramen mandibulaire permet le passage du nerf alvéolaire inférieur et de l'artère alvéolaire inférieure qui suivent le canal mandibulaire jusqu'au foramen mentonnier.

## Aspect clinique
Un anesthésique local peut être injecté autour du foramen mandibulaire pour anesthésier le nerf mandibulaire, et insensibiliser la mandibule, les dents inférieures homolatérales et une partie du tissu cutané du bas du visage.

## Anatomie comparée
Le foramen mandibulaire peut être trouvé chez d'autres mammifères, comme les chevaux.

## Galerie

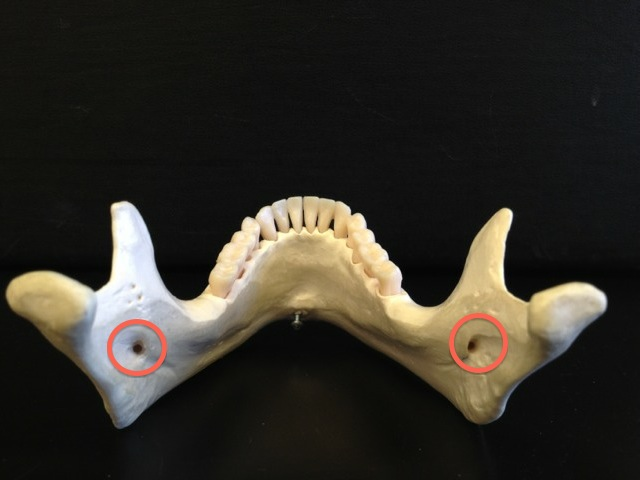
Les foramens mandibulaires en rouge (Vue postérieure du mandibule).